# Chiamate un dottore!
Chiamate un dottore! (Docteur?) è un film del 2019 diretto da Tristan Séguéla.

## Trama
È la Vigilia di Natale. A Parigi i più fortunati stanno trascorrendo la serata con la famiglia a scartare i regali, mentre altri sono a casa da soli a guardare la televisione; altri ancora lavorano, come Serge, che fa il medico. Serge rischia di essere radiato per degli errori commessi nell'esercizio della propria professione. È un bravo medico, ma un episodio sconvolgente lo ha fatto diventare troppo incline a lasciarsi andare e a bere alcool in eccesso. Una serie di episodi rocamboleschi e un incontro fortuito con un fattorino, che lo dovra' supportare per cause di forza maggiore, gli cambieranno il modo di vedere la vita.

## Distribuzione
Il film è stato distribuito nelle sale cinematografiche italiane a partire dal 10 settembre 2020.

## Remake
Nel 2021 è stato realizzato un remake, Una notte da dottore, con Diego Abatantuono nelle vesti della guardia medica notturna.